# Highland Park (Illinois)

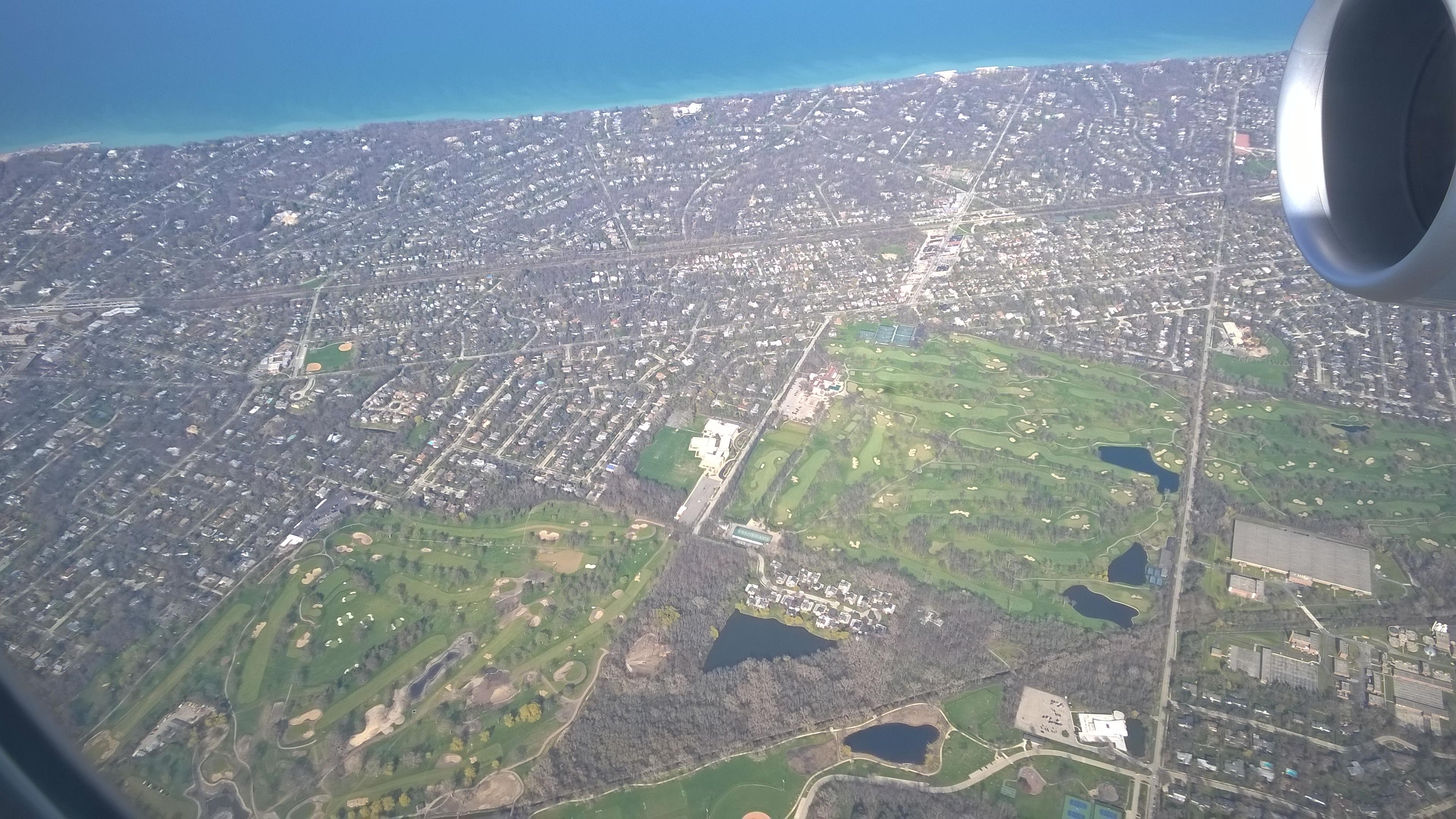
Luftaufnahme von Highland Park im April 2015

Highland Park ist eine Stadt im Lake County im US-Bundesstaat Illinois, die etwa 35 Kilometer nördlich des Stadtzentrums von Chicago am Ufer des Michigansees liegt. Die Bevölkerungszahl beträgt nach der letzten Zählung im Jahr 2020 30.176 Einwohner. Highland Park hat eine sehr große jüdische Gemeinde.

## Geschichte
Highland Park wurde 1869 gegründet. 1899 wurde das Dorf Ravinia eingemeindet. Ravinia war früher eine Künstlerenklave. Der heutige Stadtbezirk namens Ravinia District hat viel von seiner ursprünglichen Architektur bewahrt. Das ehemalige Dorf Ravinia wurde nach den kurzen, zeitweise Wasser führenden Bachläufen mit eingegrabenem Bachbett (englisch ravines) benannt, die hier in der Nähe des Michigansees zu finden sind.
Nach dem Zweiten Weltkrieg erhielt die bis dahin kleine jüdische Gemeinde u. a. durch aus Deutschland zugewanderte Juden erheblichen Zulauf, sodass bald jede dritte Person in dem damals als Sommerkurort bekannten Ort jüdischen Glaubens war. 1948 wurde die Synagoge Beth El gegründet.
Am 4. Juli 2022 fand in Highland Park ein Amoklauf statt, bei dem sieben Menschen getötet und mindestens 30 weitere verletzt wurden.

## Geographie
Highland Park ist ca. 32 km² groß. 0,27 % des Stadtgebiets sind Wasserflächen. Im Stadtgebiet verlaufen einige durch Erosion tiefer liegende Bachläufe mit relativ steiler Uferböschung (sogenannte ravines) zum Michigansee. Dieses teils verzweigte Entwässerungssystem führt nur zeitweilig Wasser. Die ravines in Highland Park haben zusammen eine Länge von 11 Meilen (mehr als 17 Kilometer).

## Verkehr
Die Hauptverkehrsachse ist der U.S. Highway 41 der Chicago mit Milwaukee verbindet. 20 Meilen südwärts liegt der Chicago O’Hare International Airport.

## Kultur und Sehenswertes

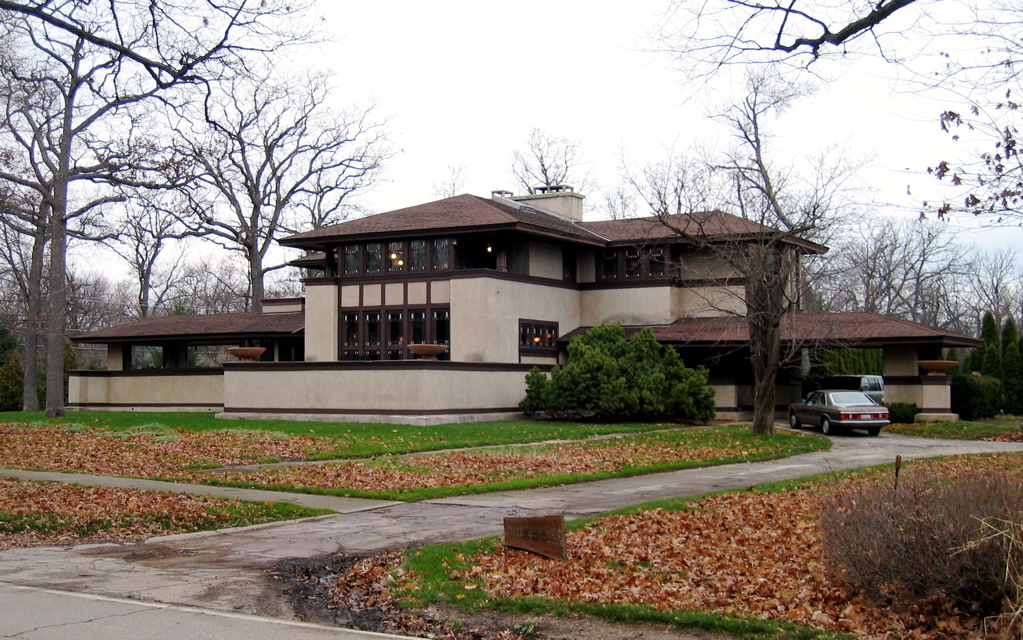
Willits House

Das Ravinia Festival findet seit 1904 in Highland Park statt. Seit 1936 tritt das Chicago Symphony Orchestra regelmäßig bei dem Festival auf und verbringt jedes Jahr seine Sommersaison in Highland Park.
Mehrere Gebäude in Highland Park sind im National Register of Historic Places eingetragen, darunter das Ward W. Willits House, das von dem Architekten Frank Lloyd Wright (1867–1959) entworfen wurde.

## Bevölkerung
Laut Zählung im Jahr 2000 leben in der Stadt 31.365 Menschen und 979,8 Menschen auf einem Quadratkilometer.
91 % der Stadtbevölkerung sind Weiße, 1 % sind Schwarze, 0,08 % sind amerikanische Ureinwohner, 2 % sind Asiaten, 3 % sind andere Bevölkerungsgruppen. 8 % davon sind Latinos. 27 % der Bevölkerung waren unter 18 Jahre alt, 30 % waren 18 bis 44 Jahre, 27 % zwischen 45 und 64 Jahren und 15 % älter als 65 Jahre. Das Durchschnittsalter betrug 41 Jahre.

## Persönlichkeiten

### Söhne und Töchter der Stadt
- George K. Spoor (1872–1953), Filmpionier
- Robert Wrenn (1873–1925), Tennisspieler
- Hugh Ray (1884–1956), NFL-Schiedsrichter
- Clement Smoot (1884–1963), Golfer
- Edward Weston (1886–1958), Fotograf
- Earle S. MacPherson (1891–1960), Ingenieur und Erfinder
- Alfred B. Fitt (1923–1992), Rechtsanwalt
- Stansfield Turner (1923–2018), Admiral und Direktor der CIA
- William Goldman (1931–2018), Drehbuchautor und Schriftsteller
- Robert Reed (1932–1992), Schauspieler
- David Seltzer (* 1940), Drehbuchautor, Filmproduzent und Filmregisseur
- Eddie Rudolph (1941–2009), Eisschnellläufer
- Frank Galati (1943–2023), Theaterregisseur und -schauspieler sowie Drehbuchautor
- Brian Levant (* 1952), Filmregisseur, Drehbuchautor und Filmproduzent
- Chuck Russell (* 1952), Regisseur, Produzent und Drehbuchautor
- John Preskill (* 1953), Physiker
- Martha Minow (* 1954), Rechtswissenschaftlerin
- D. W. Moffett (* 1954), Film- und Theaterschauspieler
- Jeff Perry (* 1955), Schauspieler
- Bill Cassidy (* 1957), Politiker und Vertreter von Louisiana im US-Senat
- David Shulkin (* 1959), Arzt und Beamter
- Jacqueline Carey (* 1964), Autorin von Fantasyromanen
- Allan Loeb (* 1969), Drehbuchautor und Filmproduzent
- Alex Borstein (* 1971), Schauspielerin, Synchronsprecherin, Drehbuchautorin, Produzentin und Komikerin
- Stephen Glass (* 1972), Autor und Journalist
- Brett Gelman (* 1976), Schauspieler und Comedian
- David Meckler (* 1987), Eishockeyspieler
- Kevin Alexander Clark (1988–2021), Filmschauspieler und Musiker
- Strong Kirchheimer (* 1995), Tennisspieler

### Persönlichkeiten, die in der Stadt gewirkt haben
- die Schauspieler Gary Sinise (* 1955) und Orson Welles (1915–1985)
- der Astronaut John Grunsfeld (* 1958) und der Ingenieur John Gibson (Chefingenieur bei Illinois Tool Works)
- die Generäle Terry Allen und Mark Wayne Clark (1896–1984)
- die Sportler Michael Jordan (* 1963) und Jerry Krause (Früherer Manager der Chicago Bulls)